# Carroll County, Virginia
Carroll County är ett administrativt område i delstaten Virginia, USA, med 30 042 invånare (2010). Den administrativa huvudorten (county seat) är Hillsville. 

## Geografi
Enligt United States Census Bureau så har countyt en total area på 1 234 km². 1 231 km² av den arean är land och 3 km² är vatten.   

### Angränsande countyn
- Grayson County - väst
- Wythe County - nordväst
- Pulaski County - nord
- Floyd County - nordost
- Patrick County - sydost
- Surry County, North Carolina - syd